# Regencja Carnaro
Regencja Carnaro (Reggenza Italiana del Carnaro) – Państwo nieuznawane, proklamowane 8 września 1920. Powstało 12 września 1919 w wyniku rozpadku Austro-Węgier. Rok wcześniej Gabriele D’Annunzio na czele oddziałów ochotniczych dokonał zajęcia Fiume (obecnie Rijeka), co spowodowało wycofanie sprzymierzonych oddziałów francusko-brytyjsko-amerykańskich. Po zakończeniu I wojny światowej i rozpadzie Austro-Węgier, status polityczny Rijeki stał się jednym z ważniejszych problemów międzynarodowych. Pretensje do miasta zgłaszały Włochy i nowo powstałe państwo SHS.
W mieście dochodziło do starć pomiędzy słowiańskimi i włoskimi komitetami narodowymi, co doprowadziło do lądowania w mieście korpusu pokojowego francusko-brytyjsko-amerykańskiego. 12 września 1919 roku włoski poeta Gabriele D’Annunzio stanął na czele oddziałów ochotniczych, które przejęły rządy w mieście.
Zwolennicy Annunzio chcieli doprowadzić do przyłączenia regencji do Włoch, jednak kiedy na mocy traktatu w Rapallo rząd włoski zawarł z Królestwem SHS porozumienie ustanawiające Wolne Miasto Rijeka, Annunzio ogłosił się dyktatorem Carnaro i wypowiedział Włochom wojnę. 30 grudnia 1920 roku oddziały włoskie zajęły kraj w celu realizacji porozumienia z Rapallo.